# بئر لحلو
بئر لحلو (به عربی: بئر لحلو) یک منطقهٔ مسکونی در صحرای غربی است که در جمهوری دموکراتیک عربی صحرا واقع شده‌است. بئر لحلو ۴۷۵ متر بالاتر از سطح دریا واقع شده‌است.

## خواهرخوانده
شهرهای کمپی بیسنتزیو، مونته‌رونی دآربیا، پراتو و مونته مورلو خواهرخوانده‌های بئر لحلو هستند.